# Hamèye Founè Mahalmadane
Hamèye Founé Mahalmadane est un magistrat et homme politique malien né en 1957 à Gao.
Hamèye Founé Mahalmadane, titulaire d’un diplôme universitaire de troisième cycle en droit international de l’environnement de l’Université de Limoges (France), est successivement auditeur de justice au Centre national de formation des magistrats et au tribunal de première instance de Kayes de 1983 à 1985, puis président du Tribunal de première instance de la Commune IV de Bamako ; président du tribunal de première instance de la Commune V de Bamako ; juge de paix à compétence étendue de Bankass ; juge d’instruction du 3e cabinet du tribunal de première instance de Bamako et chef de section « Études et programmation »  à la direction nationale des services judiciaires et conseiller à la Cour d’appel de Bamako.
Hamèye Founé Mahalmadane a présidé le Syndicat autonome de la magistrature puis à partir de 2006 le Syndicat libre de la magistrature.
Amateur de football, il a été arbitre de football et siège depuis 2009 au comité exécutif de la Fédération malienne de football .
Le 25 mars 2012,  il est nommé ministre des Sports dans le premier gouvernement de Cheick Modibo Diarra, puis ministre de la jeunesse et des Sports le 20 août 2012 dans  le deuxième gouvernement de Cheick Modibo Diarra. Le 15 décembre 2012,  il est reconduit à ce poste dans le Gouvernement de Diango Cissoko.